# Ai Mai Mi
Choboraunyopomi Gekijou Dai Ni Maku Ai Mai Mi (ちょぼらうにょぽみ劇場第二幕 あいまいみー Choboraunyopomi Gekijō Dai Ni Maku Ai Mai Mī?) es una serie japonesa de manga yonkoma escrita e ilustrada por Choboraunyopomi. Una adaptación a anime producida por el estudio Seven se estrenó el 3 de enero de 2013.

## Argumento
La historia sigue la vida de las chicas Ai, Mai, Mi y Ponoka-sempai, quienes juntas forman el “Club de Manga” donde combaten contra invasores extraterrestres, se enfrentan a feroces rivales y hacen todo tipo de cosas absurdas mientras no están dibujando manga.